# 오쿠다이라 마사요시

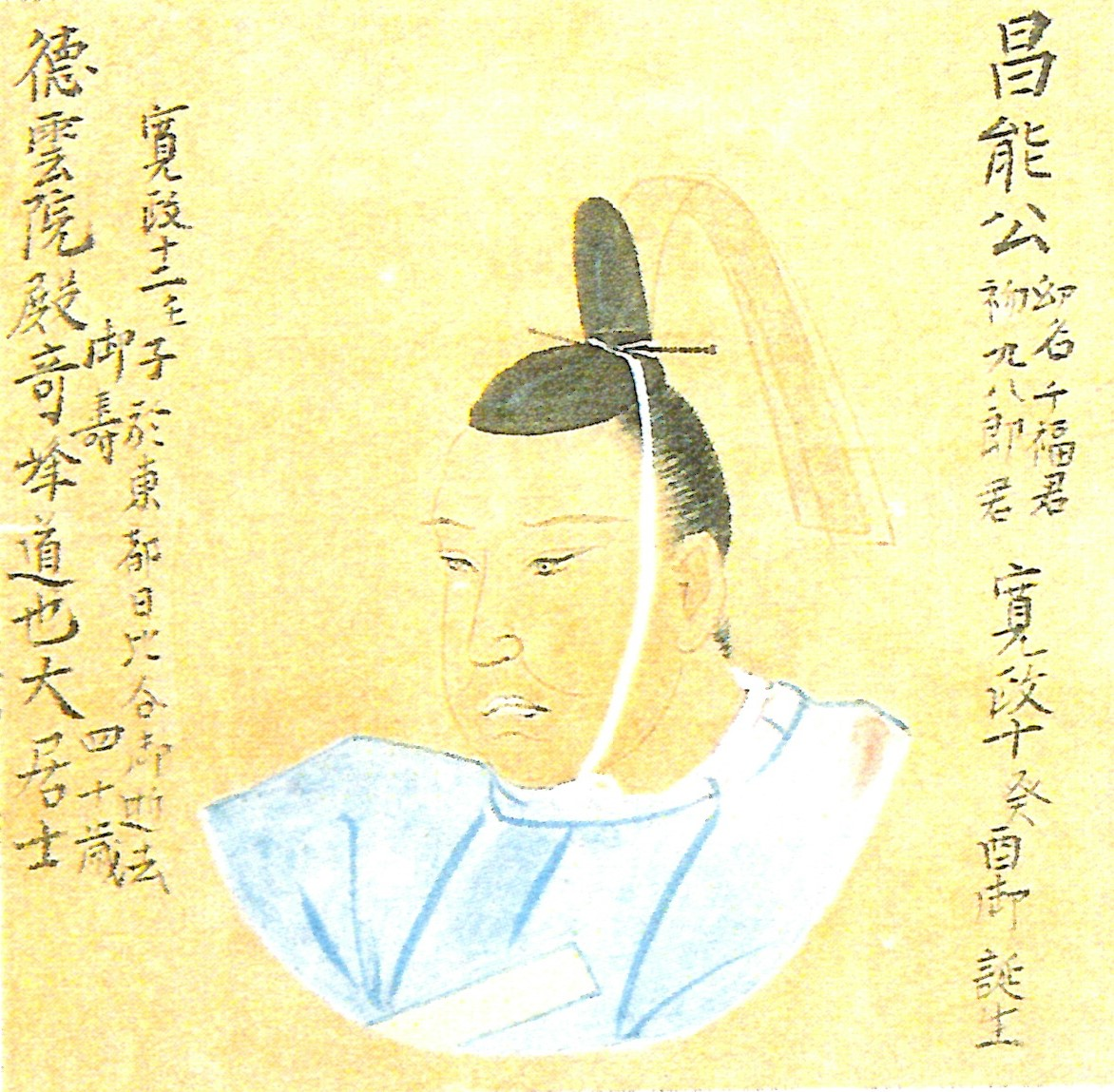
오쿠다이라 마사요시

오쿠다이라 마사요시(일본어: 奥平昌能, 1633년 8월 25일 ~ 1672년 8월 24일)는 일본 에도 시대의 다이묘로, 우쓰노미야 번의 2대 번주, 야마가타번의 초대 번주이다. 어릴적 이름은 센후쿠마루(千福丸)이다.
간에이 10년(1633년) 7월 21일, 우쓰노미야 초대 번주 오쿠다이라 다다마사의 맏아들로 태어났다. 간에이 17년(1640년) 10월 28일, 아버지를 따라 쇼군 도쿠가와 이에미쓰를 배알하였다. 쇼호 3년(1646년) 11월 9일, 원복식을 치렀고, 그 이듬해 12월 12일, 사카키바라 다다쓰구와 함께 유년이던 도쿠가와 이에쓰나의 보좌역을 명받았다. 간분 8년(1668년) 2월, 아버지 다다마사가 사망함에 따라 그 뒤를 이었다.
죽은 아버지의 법요를 열던 간분 8년 3월 2일, 조카마치에 있는 보리사인 고젠 사(興禅寺)에서 중신들 간의 원한에 의한 칼부림 사건이 발생하였다. 마사요시는 이 사건을 처리하면서 어느 한쪽 가신만을 편들고 양측을 다 처벌하지 않았다. 게다가 국가의 금령에 저촉되는 순사 소동도 겹쳐, 반년 뒤 마사요시는 우쓰노미야 번에서 야마가타 번으로 삭감전봉되었다. 다만, 쇼군 가문의 고렌시라는 위광, 그리고 쇼군 이에쓰나의 보좌역이었던 점 때문에 비교적 가벼운 처분에 그친 것이었다. 그러나 양측을 고루 처벌하지 않은 번의 판결은 가신들 사이의 불만을 야기했고, 다수의 가신들이 주군을 떠나갔다. 이때의 원한은 훗날 에도의 3대 복수 중 하나로 손꼽히는 조루리자카의 복수로 발전하게 된다.
간분 12년(1672년) 윤6월 25일, 마사요시는 목숨이 위독한 상태에 놓였으나, 당시에는 적자였던 센후쿠마루와 맏딸마저 일찍 세상을 떠서, 당장 대를 이을 자식이 없었다. 이때 마침 조카인 고지로(小次郎)가 중신의 대를 이을 예정으로 와 있었기 때문에, 다음달인 7월 1일, 가신인 시마다 이즈모노카미(島田出雲守)가 다섯 살인 고지로를 데리고 로주에게 양자 청원을 신청했다. 그러자 말기양자의 조건을 충족시키지 못하였지만 그날 바로 허가를 얻을 수 있었다. 마사요시는 이튿날 40세의 나이로 사망하였고, 고지로는 마사요시의 셋째 딸 기쿠히메(菊姫)를 아내로 맞아 가문을 계승하니, 이가 바로 오쿠다이라 마사아키라이다.
| 전임 오쿠다이라 다다마사 | 제2대 우쓰노미야 번 번주 (오쿠다이라 가문) 1668년 | 후임 마쓰다이라 다다히로 |

| 전임 마쓰다이라 다다히로 | 제1대 야마가타번 번주 (오쿠다이라 가문) 1668년 ~ 1672년 | 후임 오쿠다이라 마사아키라 |